# Livermorio
Il livermorio (precedentemente noto col nome sistematico temporaneo ununhexio, o eka-polonio) è un elemento superpesante sintetico della tavola periodica, che ha come simbolo Lv e numero atomico 116.

## Storia
Il 6 dicembre 2000, la sintesi del livermorio è stata annunciata da un gruppo composto da scienziati russi del Joint Institute for Nuclear Research dell'Università di Dubna e scienziati statunitensi del Lawrence Livermore National Laboratory, coadiuvati dal personale del Research Institute of Atomic Reactors di Dimitrovgrad e dello State Enterprise Electrohimpribor di Lesnoj.
Il gruppo ha riportato di aver bombardato del plutonio-244 (elemento 94) con del calcio (elemento 20), producendo appunto atomi di Livermorio (elemento 116). Questi atomi, secondo quanto riportato, sono decaduti in flerovio (elemento 114) in 47 ms.
Il nome, assegnato nel dicembre 2011 dalla IUPAC, è in onore del Lawrence Livermore National Laboratory di Livermore, in California.
La scoperta del livermorio e dell'oganesson annunciata nel 1999 dal Lawrence Berkeley National Laboratory, è stata ritrattata in seguito allo scandalo della falsificazione delle prove da parte di un ricercatore (Victor Ninov).